# Thysanura
Ce taxon est aujourd'hui obsolète.
Ordre
Classification phylogénétique
- Pancrustacea
  - Insecta
    - Archaeognatha
    - Dicondylia
      - Zygentoma
      - Pterygota
        - Paleoptera
        - Neoptera

Les thysanoures (Thysanura) sont un ancien ordre d'insectes aptères. Deux ordres lui ont succédé, les archaeognathes et les zygentomes.
Parfois le terme thysanoure est utilisé pour parler des seuls zygentomes.

## Description
Ils sont caractérisés par :
- des pièces buccales visibles à l'extérieur de la capsule céphalique (ectotrophes) ;
- un corps recouvert d'écailles blanchâtres ;
- trois filaments terminaux caractéristiques appelés cerques, celui du milieu, plus grand, s'appelant paracerque.

Les yeux des thysanoures, contrairement aux autres insectes de la classe des aptérygotes, sont fort évolués, et sont de véritables yeux composés.
Ils se reproduisent le plus souvent par parthénogenèse.